# لبه افتخار
لبه افتخار (به انگلیسی: The Edge of Glory) ترانه لیدی گاگا خواننده آمریکایی است که به عنوان چهاردهمین و آخرین ترانه در دومین آلبوم استودیویی او یعنی اینگونه زاده شده‌ام قرار گرفت.

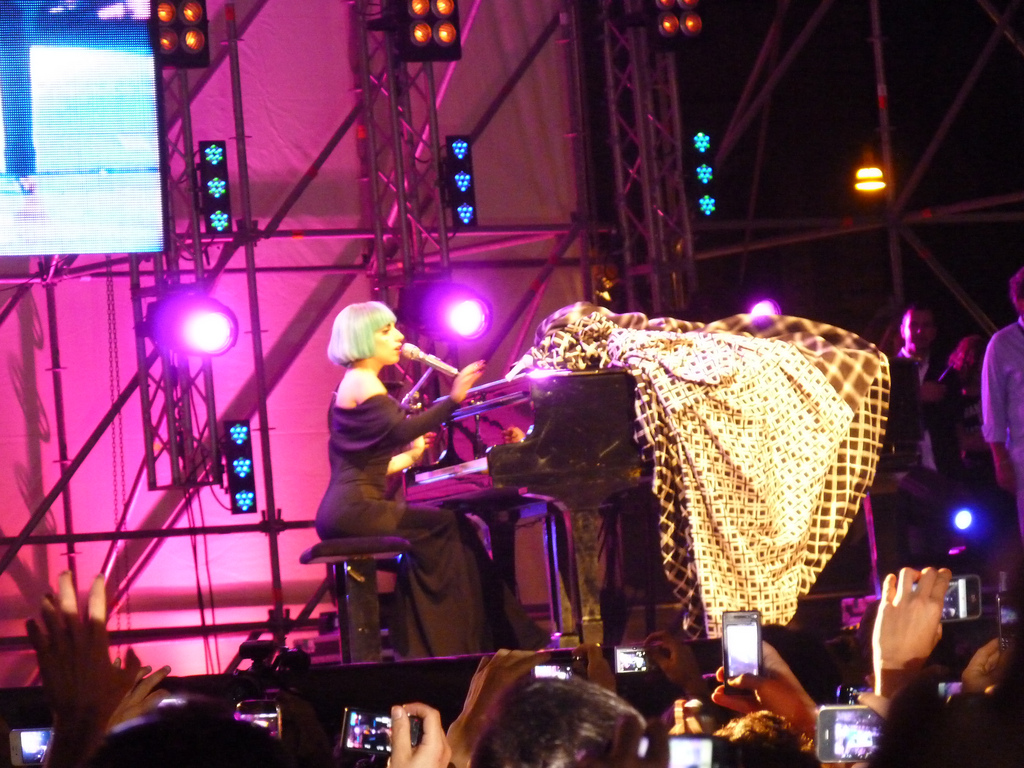
اجرای لیدی گاگا "لبه افتخار" در طی یک عملکرد در سال ۲۰۱۱ Europride